# Терракс
Терракс (англ. Terrax), настоящее имя Тирос (англ. Tyros) — вымышленный суперзлодей американских комиксов издательства Marvel Comics. Наиболее известен как один из вестников Пожирателя миров Галактуса, а также враг Фантастической четвёрки и Серебряного Сёрфера.
На протяжении многих лет с момента его первого появления в комиксах персонаж появлялся в других медиа продуктах, включая мультсериалы и видеоигры.

## История публикаций
Терракс был создан сценаристом Марвом Вольфманом и художником Джоном Бирном, дебютировав в Fantastic Four #211 (Октябрь 1979).

## Биография
Тирос первоначально был диктатором города-государства Ланлак на планете Бирдж. Благодаря своей сверхчеловеческой способности управлять камнями и землёй, он подавлял любое сопротивление. Его правление Ланлаком подошло к концу, когда Пожиратель Миров Галактус разыскал его, чтобы сделать своим новым вестником. Галактус отправил за ним своих временных союзников из Фантастической четвёрки, чтобы те освободили его родную планету от тирании, а сам Галактус намеревался передать Тиросу Космическую Силу. Тирос сопротивлялся им, но, в конечном итоге, потерпел поражение. Галактус сделал Тироса своим новым вестником Терраксом, и наделил его Космической Силой, которая увеличила его способности, сделав диктатора намного более могущественным, чем когда-либо прежде.
Терракс оказался самым проблемным из вестников, которые когда-либо служили Галактусу. Несмотря на то, что он подарил своему господину множество миров, Терракс хотел использовать свои силы для личной выгоды, и только страх перед Галактусом удерживал его в подчинении. Однажды он перестал служить Галактусу, чтобы создать свою собственную империю, однако Пожиратель Миров поручил женщине с Земли по имени Элисон Блэр вернуть его назад. Впоследствии Терракс не находил новые планеты для Галактуса достаточно долго, чтобы его энергия иссякла, и, наконец, привела его на Землю, в надежде, что Фантастическая четвёрка поможет ему убить своего хозяина. Галактус забрал Космическую Силу у Терракса, чтобы восполнить свою потраченную энергию, и оставил бывшего слугу на Земле.
Виктор фон Дум смог вернуть Терраксу часть его силы, чтобы использовать новообретённого союзника против Фантастической четвёрки, однако данная Думом сила в конечном итоге поглотила самого Терракса. Позже его тело регенерировалось на Земле, однако Сёрфер успел изгнать Терракса в необитаемый мир.
Терракс был освобождён из своего заточения, чтобы помочь другим вестникам в лице Огненного Лорда, Новы, андроида Идущего по воздуху и Серебряному Сёрфера в сражении против Морга. Терракс убил Морга его топором, который сохранил в качестве боевого трофея.  
Когда Волна Аннигиляции начала поиск вестников Галактуса, чтобы Аннигилус мог изучить Космическую Силу, Терракс был одним из первых, кто был захвачен Искателями Аннигилуса и взят под стражу. В конце концов Терракс был освобождён из-под контроля своих похитителей и отомстил им. После этого он отправился в населённый центаврианцами мир и спас их от космического паразита. Обнаружив, что жители довольны жизнью в подчинении, он приходит в ярость и уничтожает планету. 
В дальнейшем Красный Халк завербовал Терракса вместе с Тигровой акулой и Бароном Мордо для сражения с Халком и Защитниками. Терракс столкнулся с Серебряным Сёрфером в Микровселенной, но ни один из них не смог одержать победу. Это натолкнуло Психо-человека на введение в игру виновника торжества, Грандмастера. Психо-человек использовал свой блок управления, чтобы манипулировать эмоциями Терракса и Сёрфера, заставляя их подчиняться. После того, как Красный Халк одержал победу в состязании с Халком, Грандмастер вернул красного гиганта в игру и уничтожил броню Психо-Человека. Когда Терракс освободился от контроля Психо-человека, он был готов избавить вселенную от Серебряного Сёрфера, однако у Красного Халка были другие планы, и он обезглавил Терракса своим топором. Ближе к концу игры Грандмастер сообщил, что воскресил Терракса и поместил его обратно в поток времени, где тот утратил воспоминания о последних событиях.

## Силы и способности
Тирос — инопланетянин с генетической мутацией, которая предоставила ему ограниченную возможность манипулировать молекулами камня и земли. После приобретения Космической Силы Галактуса, силы Терракса многократно возросли, позволяя ему вызывать извержение вулканов и перемещать астероиды, метеоры и планетарные массы из космоса на большой скорости, сдвигать тектонические плиты, вызывая землетрясения и создавая пропасти, а также поднимать в воздух большие массивы суши на многие мили. Как и другие вестники, Терракс обладает сверхчеловеческой силой, выносливостью, рефлексами и прочность, способностью высвобождать энергию, генерировать силовые поля, а также невосприимчивостью к суровым условиям космоса. Кроме того, он орудует космическим топором, через который проводит энергетические атаки.

## Вне комиксов

### Телевидение
- Терракс появляется в мультсериале «Фантастическая четвёрка» 1994 года[23], где его озвучил Тони Джей в первом сезоне[24] и Рон Файнберг — во втором[24].
- Терракс должен был появиться во втором, так и не вышедшем сезоне мультсериала «Серебряный Сёрфер» 1998 года[25].
- Тед Биазелли озвучил Терракса в мультсериале «Супергеройский отряд» 2009 года[24].
- В финальном эпизоде мультсериала «Мстители: Величайшие герои Земли» 2010 года Теракт, озвученный Кевином Гревье[24], в качестве одного из Вестников Галактуса.
- Джеймсом С. Матис III озвучил Терракса в мультсериале «Халк и агенты У.Д.А.Р.» 2013 года[24].
- Матис III вновь озвучила Терракса в мультсериале «Великий Человек-паук» 2012 года в эпизоде «Битва Чемпионов: Часть 3»[24].

### Видеоигры
- Терракс появляется в качестве одного из боссов игры Fantastic Four: Flame On 2005 года для Game Boy Advance.
- Фред Таташор озвучил Терракса в игре Fantastic Four: Rise of the Silver Surfer 2007 года[24].

### Товары
- WizKids выпустила бустер Marvel HeroClix: Fantastic Four Future Foundation для HeroClix, в составе которого была фигурка Терракса[26].
- В 2022 году Hasbro выпустила набор из двух фигурок в лице Терракса и Падшего[27].

## Критика
Comic Book Resources поместил Терракса на 23-е место среди «25 самых могущественных космических персонажей Marvel», а также на 1-е место среди «10 забытых злодеев Marvel, которые заслуживают возвращения».